# Kes (Star Trek)

Kes

Kes a Star Trek: Voyager című amerikai tudományos-fantasztikus televíziós sorozat egyik szereplője. A USS Voyager űrhajó nővére. Jennifer Lien alakítja.

## Áttekintés
Kes a Delta kvadránsban, az ocampák bolygóján, föld alatti városukban született. Az apja neve Benaren. Kalandvágyától vezérelve hagyta el az ocampák városát, és a bolygója felszínén a kazonok fogságába került. Kedvese, Neelix kérésére a USS Voyager menti ki a fogságból, és csatlakozik a hajó legénységéhez. A hajón az egyik rakteret alakította át hidroponikává, így segítve Neelix munkáját, hogy az étkezdében mindig friss alapanyagok legyenek. 
A Voyageren töltött idő alatt jó barátságba kerül a Doktorral is, aki mellett a gyengélkedőn nővérnek tanul. Ráveszi a Doktort, hogy javítson a betegekkel való viszonyán, és bátorítja önkifejező-készségének fejlesztésére. Kes népe a szülőbolygón, a Gondviselő által biztosított ellátások miatt nem fejlesztette a telepatikus képességeit, de hamarosan meglepte magát és a Voyager legénységét is gyors tanulási és paranormális adottságaival. Az új képességeit a későbbiekben Tuvok segítségével kezdte el fejleszteni. Azonban amikor egy okampa túl messzire viszi képességeinek megismerésében, és majdnem megöli Tuvokot, egy időre felfüggeszti telekinetikus kísérleteit.
Élete nagy szerelme Neelix volt, azonban kapcsolatuk bizonytalanná vált a talaxiai féltékenysége miatt, és amikor Tieran átvette Kes testének irányítását, kimondta rejtett gondolatait is, kapcsolatuk már soha nem lett a régi: csupán barátok maradtak.
A Voyager később belekeveredik a Borg és a rejtélyes idegenek, a 8472-es faj közötti egyik összetűzésbe. Ezután Kes nemsokára a lét egy másik állapotába kezd el fejlődni, de képességeit nem tudja kontrollálni, pszichokinetikus kitörései már a hajót is veszélyeztetik, így Janeway kapitány bátorítására elhagyja a Voyagert. A hajó elhagyása előtt azonban arra használja az újonnan szerzett erőit, hogy biztonságosan átküldje a Voyagert a borg űrön, és 9.500 fényévvel közelebb juttatja a Földhöz.
Pár év múlva azonban jóval erősebben tér vissza a Voyagerre (Fury), iszonyú bosszúvággyal a hajó legénysége iránt. Időutazás segítségével visszatér a vidiianok egyik támadására, hogy „megmentse” múltbeli énjét. A jövőbeni események ismeretében a kapitány ráveszi Kest, hogy készítsen egy hologramot, ami majd emlékezteti jövendő önmagát a legénységért iránt érzett ragaszkodására, így Kes rádöbben gyűlölete irracionális voltára, és visszatér a népéhez. 
Kes kíváncsiságával és a könyörületével sok örömöt szerzett a Voyager legénységének.